# Нігалі
Нігалі — ізольована мова в Індії. Число носіїв — близько 2000 осіб.

## Поширення
Носії мови Нігалі зустрічаються в центрально-західній частині Індії, у штатах Мадг'я-Прадеш та Магараштра, на південь від річки Тапті біля села Тембі, округ Німар.

## Загальні відомості
За спостереженням Ф. Кейпер, мова містить багато запозичень, до 60-70%, з індоарійських (мови маратгі), дравідійських та Австроазійських мов (25% з мови корку), проте велика частина словника і граматика не мають аналогів у світових мовах. 
Існує також мова нагалі, що належить до індоарійських мов.
Послідовники Джозефа Ґрінберґа припускали, що мова нігалі пов'язана з мовою кусунда, яка поширена в центральному Непалі, та з андаманськими мовами, і що найменш ймовірно — з гіпотетичною індо-тихоокеанською сім'єю. Ряд лінгвістів, в тому числі Майкл Вітцель з Гарварду та Джозеф Ґрінберґ зі Стенфорду, припустили наявність зв'язку між нігалі і айнською мовою.
Існує також версія, згідно з якою нігалі є змішаною мовою з елементами арґо (Ф. Кейпер та Норман Зайд).